# Haus Portois & Fix

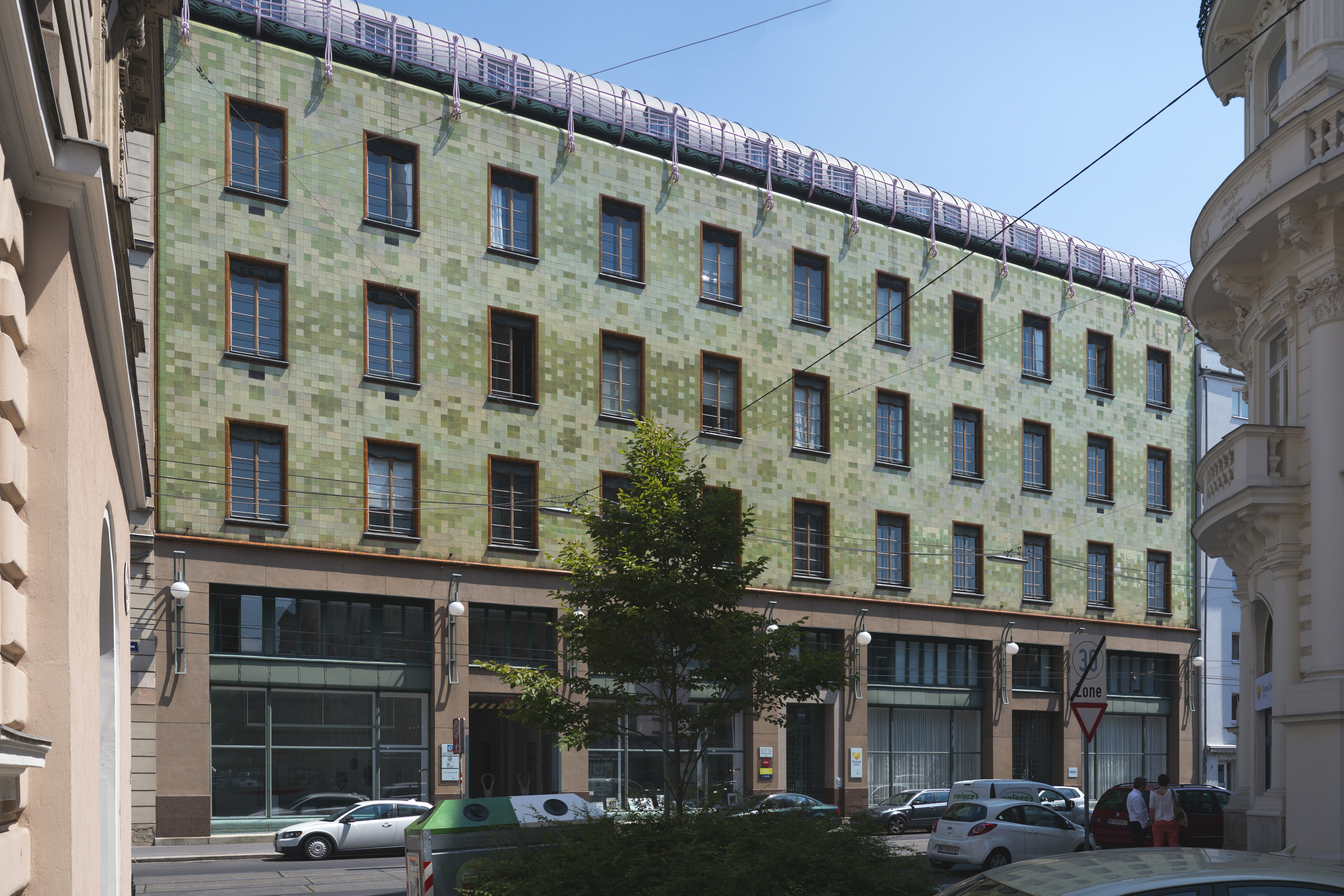
Das Haus Portois & Fix heute

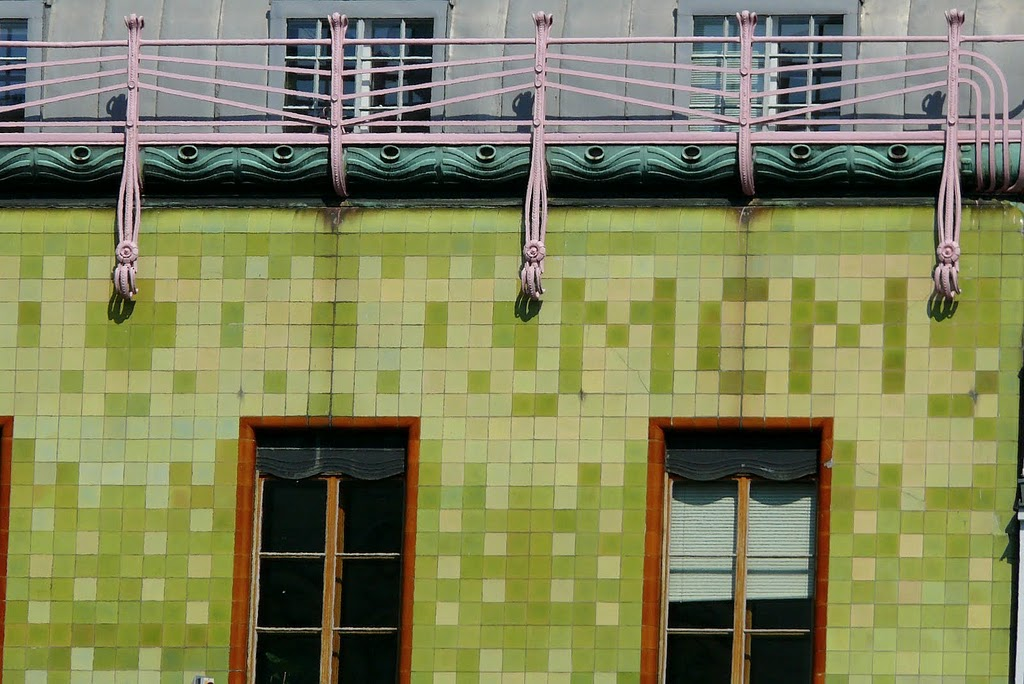
Unter dem Dachgeschoß ist an der Fassade, ganz rechts, das Baujahr MCM = 1900 zu finden.

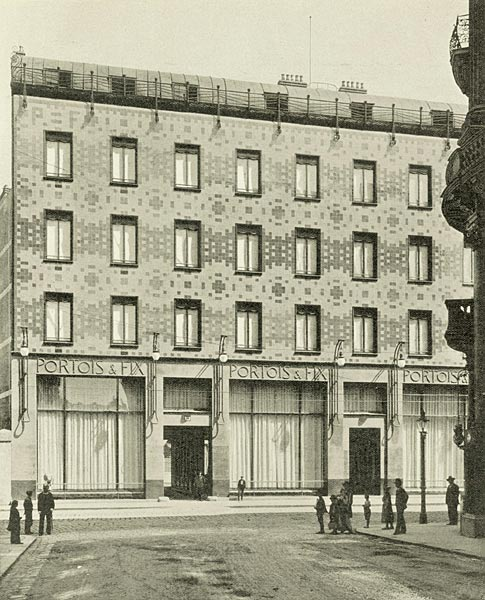
Das Haus kurz nach seiner Fertigstellung, fotografiert aus der gegenüberliegenden Streichergasse. Als Pendant zum oben ganz rechts auf der Fassade angebrachten, hier nicht im Bild befindlichen Baujahr sind oben ganz links die Buchstaben P und F zu sehen.

Das Haus der Firma Portois & Fix, die in der Möbelherstellung und der Innenausstattung tätig war, wurde 1899–1901 in deren Auftrag von Max Fabiani im 3. Wiener Gemeindebezirk, Landstraße, an der Ungargasse 59–61 errichtet. Es ist sein erstes Bauwerk in Wien und gilt als eines seiner Hauptwerke.
Parallel zu den Entwicklungen der Schule Otto Wagners, dessen Mitarbeiter er 1894–1896 war, schuf er damit einen neuen Typus des Wohn- und Geschäftshauses. Die späterhin übliche Unterscheidung zwischen Geschäfts- und Wohnzone durch Unterschiede in Material und Konstruktion war zu diesem Zeitpunkt noch eine Neuheit.
Die heute verputzte, zweigeschoßige Sockelzone war ursprünglich mit schwedischem Granit ausgekleidet. Drei Obergeschoße mit je elf Fensterachsen sind mit farbiger Fliesenverkleidung ausgestattet; zwei Grüntöne werden zu einem flächigen Muster arrangiert. Darüber befindet sich, zurückgesetzt, ein mit einem schmiedeeisernen Traufgitter versehenes Dachgeschoß.
Die Fassadengestaltung erinnert an das 1898 erbaute Majolikahaus Wagners an der Linken Wienzeile; allerdings ist dort ein Blumenmuster auf die Fliesen gemalt, während sich hier die Ornamentik aus den Fliesen selbst ergibt. Die Pyrogranitfliesen stammen aus der Keramikwerkstätte Zsolnay in Fünfkirchen (Ungarn). Die Rhythmik der Fassade wird durch die regelmäßig angeordneten Fenster und ihre Metallverkleidung ergänzt.
Das Haus befindet sich seit langem nicht mehr im Besitz der Firma Portois & Fix.
Koordinaten: 48° 11′ 51,2″ N, 16° 23′ 14,8″ O